# Przełęcz Mieczysława Orłowicza
Przełęcz im. Mieczysława Orłowicza – przełęcz w Bieszczadach Zachodnich, w masywie Połoniny Wetlińskiej; od 1974 nosi imię Mieczysława Orłowicza. Na mapie Geoportalu ma wysokość 1092,5 m, według niektórych źródeł pisanych 1075 m, a na tabliczce turystycznej 1099 m.
Jest to szerokie siodło oddzielające Smerek od Szarego Berda w masywie Połoniny Wetlińskiej. W rzeczywistości są to dwa obniżenia rozdzielone niewielkim garbem. Dalej na zachód wysunięta jest przełęcz usytuowana wyżej (1094 m), jest ona bardziej znana ze względu na znajdujący się tam węzeł popularnych szlaków turystycznych. Na wschód od niej leży drugie, niższe obniżenie (1075 m), dawniej zwane Żołobyną. Obecność dwóch przełęczy powoduje liczne błędy na mapach. Najczęściej jest to zaznaczanie sygnatury w miejscu węzła szlaków (wyższa przełęcz) i podawanie wysokości niższej z nich.
Przełęcz Orłowicza jest jednym z najniżej położonych miejsc występowania połoniny w polskich Bieszczadach.

## Piesze szlaki turystyczne
żółty Wetlina – Zatwarnica
- z Wetliny 1.30 h (↓ 1 h)
- z Zatwarnicy 3 h (↓ 2 h)

 czerwony Główny Szlak Beskidzki
- ze Smereka 0.20 h (↑ 0.30 h)
- z Osadzkiego Wierchu 0.45 h (↑ 1 h)

 czarny Jaworzec – Przełęcz Orłowicza
- z Jaworca 3 h (↓ 2.20 h)